# Нільс Нільсен (футбольний тренер)
Нільс Нільсен (дан. Nils Nielsen, нар. 3 листопада 1971, Ґренландія) — данський  футбольний тренер. Наразі очолює жіночу збірну Швейцарії..

## Кар'єра тренера
Нільс став найбільш відомим своїм перебуванням у жіночій збірній Данії, завдяки досягненню до фіналу на Чемпіонаті Європи 2017 та зайнявши 2-те місце. Це стало рекордом для данчанок. Незважаючи на обопільну згоду сторін про припинення контракту від Жіночої збірної Данії незабаром після цього, Нільсен отримав визнання за свою роботу та зайняв друге місце в номінації Найкращий тренер жіночих команд світу. Він провів другу половину 2018 року в якості помічника тренера жіночої збірної Китаю до 20 років, вийшовши на Чемпіонат світу серед жінок до 20 років 2018. З 14 листопада став керманичем жіночої збірної Швейцарії.